# Nate Sestina
Nathan Michael "Nate" Sestina  (St. Marys, Pensilvania; 12 de mayo de 1997) es un jugador de baloncesto estadounidense que forma parte de la plantilla del Valencia Basket de la Liga Endesa. Con 2,06 metros de estatura, juega en la posición de ala-pívot.

## Trayectoria deportiva

### Universidad
Jugó cuatro temporadas con los Bison de la Universidad Bucknell, aunque la primera se la perdió casi entera por una lesión en el hombro, en las que promedió 8,8 puntos y 5,2 rebotes por partido. En su última temporada con los Bison fue incluido en el segundo mejor quinteto de la Patriot League.
Tras su paso por Bucknell, aprovechó la oportunidad de jugar un año más como graduado, siendo traspasado a los Wildcats de la Universidad de Kentucky, donde promedió 5,8 puntos y 3,8 rebotes por encuentro.

#### Estadísticas
| Año     | Equipo   | PJ  | PT | MPP  | %TC  | %3P  | %TL   | RPP | APP | ROB | TPP | PPP  |
| ------- | -------- | --- | -- | ---- | ---- | ---- | ----- | --- | --- | --- | --- | ---- |
| 2015–16 | Bucknell | 4   | 0  | 8.0  | .545 | .667 | 1.000 | 1.3 | .8  | .5  | .0  | 3.8  |
| 2016–17 | Bucknell | 31  | 1  | 12.0 | .508 | .292 | .696  | 3.7 | .4  | .2  | .5  | 4.8  |
| 2017–18 | Bucknell | 34  | 0  | 14.9 | .560 | .341 | .744  | 3.9 | .9  | .3  | .6  | 6.5  |
| 2018–19 | Bucknell | 31  | 31 | 27.8 | .536 | .380 | .808  | 8.5 | 1.2 | .4  | 1.1 | 15.8 |
| 2019–20 | Kentucky | 28  | 7  | 19.8 | .463 | .407 | .750  | 3.8 | .8  | .4  | .6  | 5.8  |
| Total   | Total    | 128 | 39 | 18.2 | .525 | .374 | .773  | 4.9 | .8  | .3  | .7  | 8.1  |

### Profesional
El 30 de julio de 2020 firmó su primer contrato como profesional con el Kiev-Basket de la Superliga de Ucrania, pero fue finalmente descartado. El 13 de octubre fichó por el Nizhny Novgorod de la VTB United League, pero fue nuevamente despedido antes de llegar a jugar ningún partido oficial.
Tras no ser elegido en el Draft de la NBA de 2020, firmó con Brooklyn Nets el 1 de diciembre para realizar la pretemporada, pero finalmente fue asignado a su filial en la G League, los Long Island Nets. Jugó 15 partidos, promediando 7,7 puntos y 2,7 rebotes.
Al término de la temporada de la G League, el 15 de marzo de 2021 firmó con el Hapoel Holon de la Ligat ha'Al israelí.
En la temporada 2021-22, firma por el Merkezefendi Belediyesi de la BSL turca.
En la temporada 2022-23, firma por el Türk Telekom B.K. de la BSL turca, con los que conseguiría el subcampeonato de la EuroCup tras caer derrotado ante CB Gran Canaria por 71-67, llamando de esta manera la atención de una gran cantidad de equipos europeos.
El 14 de julio de 2023, el estadounidense firma un contrato 1+1 con el Fenerbahçe Beko de la BSL. En su primera y última temporada en el conjunto turco, conseguiría el 4º puesto en la Final Four de la Euroliga con unos promedios en competición doméstica y europea de 9,4 puntos, 5,1 rebotes en 24.6 minutos de juego con un excelente 43.1% en tiros de 3. El 17 de julio de 2024 se anuncia su salida del equipo turco tras una temporada.
El 18 de junio de 2024, se anuncia su fichaje por 2 temporadas, hasta 2026, con el Valencia Basket de la Liga Endesa y la EuroCup.